# Komorniki Wąskotorowe
Komorniki Wąskotorowe – nieczynny wąskotorowy kolejowy przystanek osobowy w Komornikach, w województwie łódzkim, w Polsce.